# Даугава (Даугавпілс)
«Даугава» (латис. FK Daugava) — латвійський футбольний клуб із Даугавпілса, перезаснований 2001 року під назвою «Діттон». Вже до 2004 року клуб пройшов від чемпіонату Даугавпілса до найвищого дивізіону Латвії, де виступає нині. 

## Досягнення
Чемпіонат Латвії:
- Чемпіон (1): 2012

Кубок Латвії
- Володар кубка (1): 2008

Суперкубок Латвії
- Володар кубка (1): 2013